# Liste der Lieder von Ariana Grande
Die nachfolgende Liste beinhaltet alle von der US-amerikanischen Sängerin Ariana Grande aufgenommenen und veröffentlichten Lieder mit deren Autoren, Alben und Erscheinungsjahren.

## #
| Titel                                      | Autoren | Album          | Jahr |
| ------------------------------------------ | --- | -------------- | ---- |
| 34+35                                      | Ariana Grande, Tommy Brown, Steven Franks, Peter Lee Johnson, Tayla Parx, Victoria Monét, Scott Nicholson, Xavier „Xavi“ Herrera, Albert Stanaj | Positions      | 2020 |
| 5 Fingaz to the Face (mit Victorious Cast) | Allan Grigg, Leon Thomas III, Travis Garland | Victorious 2.0 | 2012 |
| 7 Rings                                    | Njomza, Victoria Monét, Tayla Parx, TBHits, Ariana Grande                                                                                       | Thank U, next  | 2018 |

## A
| Titel                                                    | Autoren | Album                               | Jahr |
| -------------------------------------------------------- | --- | ----------------------------------- | ---- |
| Adore (Cashmere Cat feat. Ariana Grande)                 | Kenneth „Babyface“ Edmonds, Jeremih Felton, Magnus August Høiberg, Benjamin Levin, Peder Losnegard, Ammar Malik, Darryl Simmons | –                                   | 2015 |
| A Hand For Mrs. Claus (Idina Menzel feat. Ariana Grande) | Kristen Anderson-Lopez, Robert Lopez                                                                                            | Christmas: A Season of Love         | 2019 |
| All My Love (Major Lazer feat. Ariana Grande)            | Ella Yelich-O'Connor, Ariana Grande, Karen Marie Ørsted                                                                         | The Hunger Games: Mockingjay Part 1 | 2014 |
| Almost Is Never Enough (mit Nathan Sykes)                | Harmony Samuels, H. „Carmen Reece“ Culvar, Al Sherrod Lambert, Moses Ayo Samuels, Olaniyi Michael Akinkunm, Ariana Grande       | Yours Truly                         | 2013 |

## B
| Titel                                                            | Autoren | Album                                | Jahr |
| ---------------------------------------------------------------- | --- | ------------------------------------ | ---- |
| Baby I                                                           | Kenneth „Babyface“ Edmonds, Antonio Dixon, Patrick „J. Que“ Smith                                                                                                  | Yours Truly                          | 2013 |
| Bad Decisions                                                    | Ariana Grande, Max Martin, Savan Kotecha, Ilya Salmanzadeh | Dangerous Woman                      | 2016 |
| Bad Idea                                                         | Njomza, Tayla Parx, TBHits, Victoria Monét, Ariana Grande | Thank U, next                        | 2019 |
| Bad to You (mit Normani & Nicki Minaj)                           | Savan Kotecha, Danny Boy Styles, Brandon Hollemon, Max Martin, ILYA, Normani, Nicki Minaj, Ariana Grande, Serban Ghenea & John Hanes                               | Charlie’s Angels Official Soundtrack | 2019 |
| Bang Bang (mit Jessie J & Nicki Minaj)                           | Max Martin, Rickard Göransson, Savan Kotecha, Onika Maraj | Sweet Talker, My Everything          | 2014 |
| Be Alright                                                       | Tommy Brown, Victoria McCants, Khaled Rohaim, Nicholas Audino, Lewis Hughes, Willie Tafa                                                                           | Dangerous Woman                      | 2016 |
| Beauty and the Beast (John Legend & Ariana Grande)               | Howard Ashman, Alan Menken | Beauty and the Beast                 | 2017 |
| Bed (Nicki Minaj mit Ariana Grande)                              | Gamal Lewis, Dwayne Chin-Quee, Brett Bailey, Mescon David Asher, Onika Maraj und Ben Diehl                                                                         | Queen von Nicki Minaj                | 2018 |
| Be My Baby (mit Cashmere Cat)                                    | Magnus August Høiberg, Theron Thomas, Timothy Thomas, Peder Losnegård                                                                                              | My Everything                        | 2014 |
| Best Mistake (mit Big Sean)                                      | Ariana Grande, Sean Anderson, Denisea „Blu June“ Andrews, Brittany Coney, Dwane Weir II                                                                            | My Everything                        | 2014 |
| Better Left Unsaid                                               | Harmony Samuels, Courtney Harrell, Al Sherrod Lambert, Moses Ayo Samuels, Olaniyi Michael Akinkunm, Ariana Grande                                                  | Yours Truly                          | 2013 |
| Better Off                                                       | Brian Malik Baptiste, Hit-Boy, Kaydence, TBHits, Ariana Grande | Sweetener                            | 2018 |
| Blazed (mit Pharrell Williams)                                   | Pharrell Williams | Sweetener                            | 2018 |
| Bloodline                                                        | Njomza, Tayla Parx, TBHits, Victoria Monét, Ariana Grande | Thank U, next                        | 2019 |
| Borderline                                                       | Ariana Grande, Pharrell Williams, Missy Elliott | Sweetener                            | 2018 |
| Boyfriend mit Social House                                       | Edgar Barrera, Mr. Franks, TBHits, Michael “Mikey” Foster, Scootie, Ariana Grande                                                                                  | Everything Changed - EP              | 2019 |
| Boyfriend Material                                               | Alex Cantrall & Jeff Hoeppner | –                                    | 2014 |
| Boys Like You (Who Is Fancy feat. Meghan Trainor, Ariana Grande) | Bob DiPiero, Jason Gantt, Fancy Hagood, Jonathan Rotem | –                                    | 2015 |
| Breathin                                                         | Max Martin, Ilya Salmanzadeh, Peter Svensson, Savan Kotecha, Ariana Grande                                                                                         | Sweetener                            | 2018 |
| Break Free (mit Zedd)                                            | Zedd, Max Martin, Savan Kotecha | My Everything                        | 2014 |
| Break Up with Your Girlfriend, I’m Bored                         | Kandi, Kevin „She'kspere“ Briggs, Max Martin, ILYA, Savan Kotecha, Ariana Grande                                                                                   | Thank U, next                        | 2019 |
| Break Your Heart Right Back (mit Childish Gambino)               | Kirby Dockery, Andrew „Pop“ Wansel, Warren „Oak“ Felder, Donald Glover, Bernard Edwards, Nile Rodgers, Steven Jordan, Christopher Wallace, Sean Combs, Mason Betha | My Everything                        | 2014 |
| Bye                                                              | Ariana Grande | Eternal Sunshine                     | 2024 |

## C
| Titel         | Autoren                                                                   | Album         | Jahr |
| ------------- | ------------------------------------------------------------------------- | ------------- | ---- |
| Cadillac Song | Ariana Grande, Tommy Brown, Victoria McCants, Travis Sayles, Leon Sylvers | My Everything | 2015 |

## D
| Titel                                                                                  | Autoren | Album                                 | Jahr |
| -------------------------------------------------------------------------------------- | --- | ------------------------------------- | ---- |
| Dance to This (Troye Sivan mit Ariana Grande)                                          | Troye Sivan, Brett McLaughlin, Oscar Holter, Noonie Bao                                                      | Bloom (von Troye Sivan)               | 2018 |
| Dandelion                                                                              | Ariana Grande                                                                                                | Eternal Sunshine: Brighter Days Ahead | 2025 |
| Dangerous Woman                                                                        | Johan Carlsson, Ross Golan                                                                                   | Dangerous Woman                       | 2016 |
| Daydreamin' (Nicki Minaj feat. Ariana Grande)                                          | Matt Squire, Tommy Brown, Victoria McCants                                                                   | Yours Truly                           | 2013 |
| December                                                                               | Thomas Lee Brown, Michael Foster, Steven Franks, Ariana Grande, Victoria McCants, Travis Sayles, Ryan Tedder | Christmas & Chill                     | 2015 |
| Don’t Call Me Angel (mit Miley Cyrus & Lana Del Rey)                                   | Miley Cyrus, Lana Del Rey, Ariana Grande, Savan Kotecha, Max Martin, Alma-Sofia Miettinen, Ilya Salmanzadeh  |                                       | 2019 |
| Don't Wanna Break Up Again                                                             | Ariana Grande                                                                                                | Eternal Sunshine                      | 2024 |
| Don’t You (Forget About Me) (mit Victoria Justice, Leon Thomas III, Elizabeth Gillies) | Keith Forsey, Steve Schiff                                                                                   | Victorious 2.0                        | 2012 |

## E
| Titel                                               | Autoren                                                           | Album            | Jahr |
| --------------------------------------------------- | ----------------------------------------------------------------- | ---------------- | ---- |
| E più ti penso (Andrea Bocelli feat. Ariana Grande) | Ennio Morricone, Mogol, Tony Renis                                | Cinema           | 2015 |
| Eternal Sunshine                                    | Ariana Grande                                                     | Eternal Sunshine | 2024 |
| Everyday (mit Future)                               | Ariana Grande, Savan Kotecha, Ilya Salmanzadeh, Nayvadius Wilburn | Dangerous Woman  | 2016 |
| Everytime                                           | Max Martin, Ilya Salmanzadeh, Savan Kotecha, Ariana Grande        | Sweetener        | 2018 |

## F
| Titel                       | Autoren | Album                                   | Jahr |
| --------------------------- | --- | --------------------------------------- | ---- |
| Faith (feat. Stevie Wonder) | Ryan Tedder, Steve Wonder, Francis Farewell Starlight                                                        | Sing Original Motion Picture Soundtrack | 2016 |
| Fake smile                  | Wendy Rene, Kennedi Lykken, Priscilla Renea, Happy Perez, Andrew „Pop“ Wansel, Justin Tranter, Ariana Grande | Thank U,next                            | 2019 |
| Focus                       | Ariana Grande, Savan Kotecha, Peter Svensson, Ilya Salmanzadeh                                               | Dangerous Woman                         | 2015 |

## G
| Titel                                               | Autoren | Album                                | Jahr |
| --------------------------------------------------- | --- | ------------------------------------ | ---- |
| Get On Your Knees (Nicki Minaj feat. Ariana Grande) | Onika Maraj, Katy Perry, Chloe Angelides, Lukasz Gottwald, Sarah Hudson, Jacob Kasher Hindlin, Henry Walter | The Pinkprint                        | 2014 |
| Get Well Soon                                       | Pharrell Williams, Ariana Grande                                                                            | Sweetener                            | 2018 |
| Give It Up (mit Elizabeth Gillies)                  | CJ Abraham, Dan Schneider, Michael Corcoran                                                                 | Victorious                           | 2011 |
| Greedy                                              | Max Martin, Savan Kotecha, Alexander Kronlund, Ilya Salmanzadeh                                             | Dangerous Woman                      | 2016 |
| God Is A Woman                                      | Ariana Grande, Ilya Salmanzadeh, Max Martin, Rickard Goransson, Savan Kotecha                               | Sweetener                            | 2018 |
| Good as Hell (Remix) (Lizzo feat. Ariana Grande)    | Eric Frederic, Melissa Jefferson, Ariana Grande                                                             | Cuz I Love You                       | 2019 |
| Goodnight n Go                                      | Tommy Brown, Charles Anderson, Michael Foster, Ariana Grande, Victoria McCants                              | Sweetener                            | 2018 |
| Got Her Own (mit Victoria Monét)                    | TBHits, Travis Sayles, Tayla Parx, Mr. Franks, Victoria Monét, Ariana Grande                                | Charlie’s Angels Official Soundtrack | 2019 |
| Ghostin                                             | Njomza, Tayla Parx, TBHits, Victoria Monét, Ariana Grande                                                   | Thank U,next                         | 2019 |

## H
| Titel                                                                          | Autoren | Album                                 | Jahr |
| ------------------------------------------------------------------------------ | --- | ------------------------------------- | ---- |
| Hampstead                                                                      | Ariana Grande | Eternal Sunshine: Brighter Days Ahead | 2025 |
| Hands On Me                                                                    | Rodney „Darkchild“ Jerkins, Alicia Renee Williams, Adrianne Birge, Darold Ferguson, Jr. | My Everything                         | 2014 |
| Heatstroke (Calvin Harris feat. Young Thug, Ariana Grande & Pharrell Williams) | Adam Wiles, Jeffery Williams, Ariana Grande, Pharrell Williams, Brittany Hazzard, Robin Hannibal, Cecilie Karshøj                                                                             | Funk Wav Bounces Vol. 1               | 2017 |
| Honeymoon Avenue                                                               | Antonio Dixon, Dennis „Aganee“ Jenkins, Kenneth „Babyface“ Edmonds, Khristopher Riddick-Tynes, Leon Thomas III, Maurice Wade, Roahn Hylton, Thomas Lee Brown, Travis Sayles, Victoria McCants | Yours Truly                           | 2013 |
| How I Look on You                                                              | Savan Kotecha, Max Martin, ILYA, Ariana Grande | Charlie’s Angels Official Soundtrack  | 2019 |

## I
| Titel                                           | Autoren | Album             | Jahr |
| ----------------------------------------------- | --- | ----------------- | ---- |
| I Don’t Care                                    | Ariana Grande, Travis Sayles, Steven Franks, Tommy Brown, Michael Foster, Victoria McCants                   | Dangerous Woman   | 2016 |
| I Don’t Do Drugs (Doja Cat feat. Ariana Grande) | Amala Zandile Dlamini, Ariana Grande, Ari Starace, Sheldon Yu-Ting Cheung                                    | Planet Her        | 2021 |
| Imagine                                         | JProof, Priscilla Renea, Happy Perez, Andrew „Pop“ Wansel, Ariana Grande                                     | Thank U, next     | 2018 |
| Imperfect for You                               | Ariana Grande                                                                                                | Eternal Sunshine  | 2024 |
| In my head                                      | JProof, Andrew „Pop“ Wansel, Happy Perez, Ariana Grande                                                      | Thank U, next     | 2019 |
| Into You                                        | Ariana Grande, Martin, Savan Kotecha, Alexander Kronlund, Ilya Salmanzadeh                                   | Dangerous Woman   | 2016 |
| Intro                                           | Ariana Grande, Tommy Brown, Victoria McCants                                                                 | My Everything     | 2014 |
| Intro                                           | Thomas Lee Brown, Michael Foster, Steven Franks, Ariana Grande, Victoria McCants, Travis Sayles, Ryan Tedder | Christmas & Chill | 2015 |
| Intro (End of the World)                        | Ariana Grande                                                                                                | Eternal Sunshine  | 2024 |
| I Wish I Hated You                              | Ariana Grande                                                                                                | Eternal Sunshine  | 2024 |

## J
| Titel                           | Autoren                                                                 | Album           | Jahr |
| ------------------------------- | ----------------------------------------------------------------------- | --------------- | ---- |
| Jason’s Song (Gave It Away)     | Ariana Grande, Jason Robert Brown                                       | Dangerous Woman | 2016 |
| Just a Little Bit of Your Heart | Harry Styles, Johan Carlsson                                            | My Everything   | 2014 |
| Just Like Magic                 | Ariana Grande, Tommy Brown, Steven Franks, Shea Taylor, Priscilla Renea | Positions       | 2020 |

## K
| Titel                     | Autoren                                                                             | Album           | Jahr |
| ------------------------- | ----------------------------------------------------------------------------------- | --------------- | ---- |
| Knew Better / Forever Boy | Ariana Grande, Steven Franks, Victoria McCants, Michael Foster, Tedder, Tommy Brown | Dangerous Woman | 2016 |

## L
| Titel                            | Autoren | Album            | Jahr |
| -------------------------------- | --- | ---------------- | ---- |
| L.A. Boyz (mit Victoria Justice) | Allan Grigg, Dan Schneider, Lindy Robbins, Michael Corcoran | Victorious 3.0   | 2012 |
| Last Christmas                   | George Michael | Christmas Kisses | 2013 |
| Leave Me Lonely (mit Macy Gray)  | Tommy Brown, Steven Franks, Thomas Parker Lumpkins, Victoria McCants                                                                                                   | Dangerous Woman  | 2016 |
| Let Me Love You (mit Lil Wayne)  | Ariana Grande, Tommy Brown, Victoria McCants, Steven Franks, Dwayne Carter                                                                                             | Dangerous Woman  | 2016 |
| Love Is Everything               | Ariana Grande, Khristopher Riddick-Tynes, Leon Thomas III, Kenneth „Babyface“ Edmonds, Antonio Dixon                                                                   | Christmas Kisses | 2013 |
| Love Language                    | Ariana Grande, Tommy Brown, Victoria Monét, Travis Sayles, Tayla Parx, Kam Parker, Tommy Parker                                                                        | Positions        | 2020 |
| Love Me Harder (mit The Weeknd)  | Max Martin, Savan Kotecha, Peter Svensson, Ali Payami, Abel Tesfaye, Ahmad Balshe                                                                                      | My Everything    | 2014 |
| Lovin’ It                        | Kristopher Riddick-Tynes, Leon Thomas III, Rickey Offord, Kenneth „Babyface“ Edmonds, Antonio Dixon, Mark Morales, Kirk S. Robinson, Nathaniel V Robinson, Cory Rooney | Yours Truly      | 2013 |

## M
| Titel                                                | Autoren | Album                                              | Jahr |
| ---------------------------------------------------- | --- | -------------------------------------------------- | ---- |
| Make Up                                              | Njomza, Tayla Parx, TBHits, Victoria Monét, Ariana Grande                                                                       | Thank U,next                                       | 2019 |
| Main Thing                                           | Ariana Grande, Tommy Brown, Steven Franks, Courageous Xavier Herrera, Josh Conerly, Travis Sayles, Yonatan Watts                | Positions (Deluxe)                                 | 2021 |
| Met Him Last Night (Demi Lovato feat. Ariana Grande) | Ariana Grande, Albert Stanaj, Thomas Lee „Tommy“ Brown, Courageous Xavier Herrera                                               | Dancing with the Devil... the Art of Starting Over | 2021 |
| Monopoly (feat. Victoria Monét)                      | Scootie, Michael „Mikey“ Foster, Tim Suby, Victoria Monét, Ariana Grande                                                        | –                                                  | 2019 |
| Moonlight                                            | Ariana Grande, Tommy Brown, Victoria McCants, Peter Lee Johnson                                                                 | Dangerous Woman                                    | 2016 |
| Motive (feat. Doja Cat)                              | Ariana Grande, Tommy Brown, Steven Franks, Victoria Monét, Amala Zandile Dlamini, Nija Charles, James McIntyre, Shane Lindstrom | Positions                                          | 2020 |
| My Everything                                        | Ariana Grande, Tommy Brown, Victoria McCants, Taylor Parks                                                                      | My Everything                                      | 2014 |
| My Favorite Part (feat. Mac Miller)                  | Ariana Grande, M. McCormick, T. Johnson                                                                                         | The Devine Feminine                                | 2016 |
| My Hair                                              | Ariana Grande, Tommy Brown, Victoria Monét, Tayla Parx, Scott Storch, Anthony M. Jones, Charles „Scootie“ Anderson              | Positions                                          | 2020 |

## N
| Titel                  | Autoren | Album                                | Jahr |
| ---------------------- | --- | ------------------------------------ | ---- |
| NASA                   | Njomza, Tayla Parx, TBHits, Victoria Monét, Ariana Grande                                                                    | Thank u, next                        | 2019 |
| Nasty                  | Ariana Grande, Tommy Brown, Victoria Monét, Travis Sayles, Khristopher Riddick-Tynes, Leon Thomas III, Dylan „Nami“ Teixeira | Positions                            | 2020 |
| Needy                  | Njomza, Tayla Parx, TBHits, Victoria Monét, Ariana Grande                                                                    | Thank u, next                        | 2019 |
| Nobody(mit Chaka Khan) | Savan Kotecha, Max Martin, ILYA & Ariana Grande                                                                              | Charlie’s Angels Official Soundtrack | 2019 |
| Nobody Does It Better  | Ariana Grande, Carmen Reece                                                                                                  | –                                    | 2016 |
| Not Just On Christmas  | Thomas Lee Brown, Steven Franks, Ariana Grande, Peter Lee Johnson, Victoria McCants, Travis Sayles                           | Christmas & Chill                    | 2015 |
| No Tears Left to Cry   | Ariana Grande, Ilya Salmanzadeh, Max Martin, Savan Kotecha                                                                   | Sweetener                            | 2018 |

## O
| Titel                                                          | Autoren | Album                                                                    | Jahr |
| -------------------------------------------------------------- | --- | ------------------------------------------------------------------------ | ---- |
| Obvious                                                        | Ariana Grande, Tommy Brown, Steven Franks, Nija Charles, Travis Sayles, Peter Lee Johnson, Ryan Tedder, Josh Conerly | Positions                                                                | 2020 |
| Off the Table (feat. The Weeknd)                               | Ariana Grande, Tommy Brown, Steven Franks, Travis Sayles, Abel Tesfaye, Shintaro Yasuda                              | Positions                                                                | 2020 |
| Oh Santa! (Mariah Carey feat. Ariana Grande & Jennifer Hudson) | Mariah Carey, Jermaine Dupri, Bryan-Michael Cox                                                                      | Mariah Carey's Magical Christmas Special (Apple TV+ Original Soundtrack) | 2020 |
| One Last Time                                                  | David Guetta, Savan Kotecha, Giorgio Tuinfort, Rami Yacoub, Carl Falk                                                | My Everything                                                            | 2014 |
| Only 1                                                         | Ariana Grande, Tommy Brown, Victoria McCants, Travis Sayles, Dennis Jenkins                                          | My Everything                                                            | 2014 |
| Ordinary Things (feat. Nonna)                                  | Ariana Grande, Marjorie Grande                                                                                       | Eternal Sunshine                                                         | 2024 |
| Over and Over Again (Nathan Sykes feat. Ariana Grande)         | Greg Bonnick, Hayden Chapman, Jin Choi, Nathan Sykes, Ali Tennant                                                    | –                                                                        | 2015 |

## P
| Titel                                   | Autoren | Album                                 | Jahr |
| --------------------------------------- | --- | ------------------------------------- | ---- |
| Past Life                               | Ariana Grande | Eternal Sunshine: Brighter Days Ahead | 2025 |
| Pete Davidson                           | Ariana Grande, Tommy Brown, Charles Anderson, Victoria McCants                                                                                  | Sweetener                             | 2018 |
| Piano                                   | Harmony Samuels, Jahmaal Noel Fyffe, Parker Ighile, Anisa Moghaddam, Moses Ayo Samuels, Olaniyi Michael Akinkunm, Ariana Grande                 | Yours Truly                           | 2013 |
| Pink Champagne                          | Matt Squire, Damon Sharpe, Kesha, Pebe Sebert, Ariana Grande                                                                                    | –                                     | 2013 |
| Popular Song (Mika feat. Ariana Grande) | Mika, Priscilla Renea, Mathieu Jomphe, Stephen Schwartz                                                                                         | The Origin of Love, Yours Truly       | 2013 |
| Positions                               | Ariana Grande, Tommy Brown, Steven Franks, Charles „Scootie“ Anderson, Angelina Barrett, James Jarvis, London Tyler Holmes, Brian Vincent Bates | Positions                             | 2020 |
| POV                                     | Ariana Grande, Tommy Brown, Steven Franks, Tayla Parx, Oliver Frid                                                                              | Positions                             | 2020 |
| Problem (mit Iggy Azalea)               | Ilya Salmanzadeh, Max Martin, Savan Kotecha, Amethyst Kelly                                                                                     | My Everything                         | 2014 |
| Put Your Hearts Up                      | Ariana Grande, Linda Perry, Martin Johnson, Matt Squire                                                                                         | –                                     | 2011 |

## Q
| Titel                                   | Autoren                                                               | Album | Jahr |
| --------------------------------------- | --------------------------------------------------------------------- | ----- | ---- |
| Quit (Cashmere Cat feat. Ariana Grande) | Sia Furler, Ariana Grande, Benny Blanco, Frank Romano, Magnus Hoiberg | 9     | 2017 |

## R
| Titel                                      | Autoren | Album             | Jahr |
| ------------------------------------------ | --- | ----------------- | ---- |
| Raindrops (an angel cried)                 | Bob Gaudio | Sweetener         | 2018 |
| Rain On Me (Lady Gaga feat. Ariana Grande) | Lady Gaga, BloodPop, Ariana Grande, Matthew Burns, Nija Charles, Rami Yacoub, Martin Bresso, Alexander Ridha                                     | Chromatica        | 2020 |
| R.E.M.                                     | Ariana Grande, Pharrell Williams | Sweetener         | 2018 |
| Research (Big Sean feat. Ariana Grande)    | Sean Anderson, Ariana Grande, Natche, Michael „Mike“ Carson, Leland Wayne                                                                        | Dark Sky Paradise | 2015 |
| Ridiculous                                 | Miley Cyrus, Ariana Grande | –                 | 2016 |
| Right There (mit Big Sean)                 | Harmony Samuels, H. „Carmen Reece“ Culvar, J. „Lonny“ Bereal, James „J-Doe“ Smith, Al Sherrod Lambert, Ariana Grande, Sean Anderson, Jeff Lorber | Yours Truly       | 2013 |
| Rule the World (mit 2 Chainz)              | Paul Cabbin, 2 Chainz, Cardiak, Hitmaka, Rob Holladay, Melvin Ray Moore III, Racquelle “Rahky” Anteola, Rich Harrison                            | –                 | 2019 |

## S
| Titel                                                | Autoren | Album                          | Jahr |
| ---------------------------------------------------- | --- | ------------------------------ | ---- |
| Safety Net (feat. Ty Dolla Sign)                     | Ariana Grande, Tommy Brown, Tyrone Griffin Jr, Khristopher Riddick-Tynes, Leon Thomas III, Silas Doss                   | Positions                      | 2020 |
| Santa Baby (mit Elizabeth Gillies)                   | Joan Javits, Philip Springer, Tony Springer                                                                             | Christmas Kisses               | 2013 |
| Santa, Can't You Hear Me (mit Kelly Clarkson)        | Kelly Clarkson, Aben Eubanks                                                                                            | When Christmas Comes Around... | 2021 |
| Santa Tell Me                                        | Ariana Grande, Savan Kotecha, Ilya                                                                                      | Christmas Kisses               | 2013 |
| Saturn Returns Interlude                             | Ariana Grande, Diana Garland                                                                                            | Eternal Sunshine               | 2024 |
| Save Your Tears (Remix) (The Weeknd & Ariana Grande) | Abel Tesfaye, Ahmad Balshe, Jason Quenneville, Max Martin, Oscar Holter, Ariana Grande                                  | –                              | 2021 |
| Shut Up                                              | Ariana Grande, Tommy Brown, Steven Franks, Peter Lee Johnson, Tayla Parx, Travis Sayles, Michael Foster                 | Positions                      | 2020 |
| Side to Side (mit Nicki Minaj)                       | Ariana Grande, Ilya Salmanzadeh, Martin, Onika Maraj, Alexander Kronlund, Savan Kotecha                                 | Dangerous Woman                | 2016 |
| Six Thirty                                           | Ariana Grande, Tommy Brown, Steven Franks, Shea Taylor, Priscilla Renea, Dylan „Nami“ Teixeira                          | Positions                      | 2020 |
| Snow in California                                   | Ariana Grande, Khristopher Riddick-Tynes, Leon Thomas III, Kenneth „Babyface“ Edmonds, Antonio Dixon                    | Christmas Kisses               | 2013 |
| Someone Like U (Interlude)                           | Ariana Grande, Tommy Brown, Andrew Wansel, Marqueze Parker, Sam Wishkoski, Travis Sayles                                | Positions (Deluxe)             | 2021 |
| Sometimes                                            | Max Martin, Savan Kotecha, Ilya Salmanzadeh, Peter Svensson                                                             | Dangerous Woman                | 2016 |
| Step On Up                                           | TBHits, Lewis Hughes, Charlie Handsome, Nicholas Audino, Jamil Chammas, Shane Stevens, Victoria Monét                   | Dangerous Woman                | 2016 |
| Stuck with U (mit Justin Bieber)                     | Ariana Grande, Justin Bieber, Whitney Phillips, Nick Kobe, Skyler Stonestreet, Gian Stone, Freddy Wexler, Scooter Braun | –                              | 2020 |
| Successful                                           | Pharrell Williams | Sweetener                      | 2018 |
| Supernatural                                         | Ariana Grande | Eternal Sunshine               | 2024 |
| Sweetener                                            | Pharrell Williams, Ariana Grande                                                                                        | Sweetener                      | 2018 |

## T
| Titel                                       | Autoren | Album                                                | Jahr |
| ------------------------------------------- | --- | ---------------------------------------------------- | ---- |
| Tattooed Heart                              | Kristopher Riddick-Tynes, Leon Thomas III, Antonio Dixon, Kenneth „Babyface“ Edmonds, Matt Squire, Ariana Grande, Sean Foreman  | Yours Truly                                          | 2013 |
| Test Drive                                  | Ariana Grande, Tommy Brown, Steven Franks, Tayla Parx, Victoria Monét, Shane Lindstrom, Zachary Foster                          | Positions (Deluxe)                                   | 2021 |
| Thank U, Next                               | Crazy Mike, Scootie, Victoria Monét, Tayla Parx, TBHits, Ariana Grande                                                          | Thank u, next                                        | 2018 |
| The Boy Is Mine                             | Ariana Grande | Eternal Sunshine                                     | 2024 |
| The Way (mit Mac Miller)                    | Harmony Samuels, Amber Streeter, Al Sherrod Lambert, Jordin Sparks, Malcolm McCormick, Brenda Russell                           | Yours Truly                                          | 2013 |
| The Light Is Coming (mit Nicki Minaj)       | Ariana Grande, Nicki Minaj, Pharrell Williams                                                                                   | Sweetener                                            | 2018 |
| They Don’t Know                             | Justin Timberlake, Savan Kotecha                                                                                                | DreamWorks Trolls Original Motion Picture Soundtrack | 2016 |
| Thinking Bout You                           | Peter Svensson, Chloe Angelides, Jacob Kasher Hindlin, Mathieu Jomphe Lépine                                                    | Dangerous Woman                                      | 2016 |
| This One’s For You (Demo)                   | Thomas Troelsen, Ester Dean, Afrojack, Giorgio Tuinfort & David Guetta                                                          |                                                      | 2017 |
| Time (Childish Gambino feat. Ariana Grande) | Donald Glover, Dacoury Natche, Ludwig Göransson, Chukwudi Hodge, Sarah Aarons                                                   | 3.15.20                                              | 2020 |
| Too Close                                   | Ariana Grande, Harmony Samuels, Helen „Carmen Reece“ Culver, Al Sherrod Lambert, Maurice David Wade                             | My Everything                                        | 2014 |
| Touch It                                    | Max Martin, Savan Kotecha, Peter Svensson, Ali Payami                                                                           | Dangerous Woman                                      | 2016 |
| True Love                                   | Thomas Lee Brown, Michael Foster, Steven Franks, Ariana Grande, Peter Lee Johnson, Victoria McCants, Travis Sayles, Ryan Tedder | Christmas & Chill                                    | 2015 |
| True Story                                  | Ariana Grande | Eternal Sunshine                                     | 2024 |
| Twilight Zone                               | Ariana Grande | Eternal Sunshine: Brighter Days Ahead                | 2025 |

## W
| Titel                                    | Autoren | Album                                 | Jahr |
| ---------------------------------------- | --- | ------------------------------------- | ---- |
| Warm                                     | Ariana Grande | Eternal Sunshine: Brighter Days Ahead | 2025 |
| We Can’t Be Friends (Wait for Your Love) | Ariana Grande | Eternal Sunshine                      | 2024 |
| West Side                                | Ariana Grande, Tommy Brown, Victoria Monét, Xavier „Xavi“ Herrera, Ammar Junedi                                  | Positions                             | 2020 |
| Why Try                                  | Benjamin Levin, Ryan Tedder, Ammar Malik, Noel Zancanella                                                        | My Everything                         | 2014 |
| Winter Things                            | Thomas Lee Brown, Steven Franks, Ariana Grande, Peter Lee Johnson, Victoria McCants, Travis Sayles               | Christmas & Chill                     | 2015 |
| Wit It This Christmas                    | Thomas Lee Brown, Michael Foster, Ariana Grande, Peter Lee Johnson, Victoria McCants, Travis Sayles, Ryan Tedder | Christmas & Chill                     | 2015 |
| Worst Behavior                           | Ariana Grande, Tommy Brown, Steven Franks, Thomas Lumpkins, Tayla Parx                                           | Positions (Deluxe)                    | 2021 |

## Y
| Titel             | Autoren                                                                                             | Album            | Jahr |
| ----------------- | --------------------------------------------------------------------------------------------------- | ---------------- | ---- |
| Yes, And?         | Ariana Grande, Max Martin, Ilya Salmanzadeh                                                         | Eternal Sunshine | 2024 |
| You Don’t Know Me | Ariana Grande, Harmony Samuels, Helen „Carmen Reece“ Culver, Al Sherrod Lambert, Maurice David Wade | My Everything    | 2014 |
| You’ll Never Know | Kristopher Riddick-Tynes, Leon Thomas III, Antonio Dixon, Kenneth „Babyface“ Edmonds                | Yours Truly      | 2013 |

## Z
| Titel        | Autoren                   | Album          | Jahr |
| ------------ | ------------------------- | -------------- | ---- |
| Zero to Hero | Alan Menken, David Zippel | We Love Disney | 2015 |